# Kodaikanal
Kodaikanal este o localitate din India, în munții Palani. Este cunsocută ca stațiune balneară montană, înființată  de misionari americani și britanici, precum și pentru observatorul astronomic solar,dotat  cu unul dintre spectroheliografele cele mai performante ale vremii.

## Legături externe
- „Kodaikanal”. Encyclopædia Britannica. 15 (ed. 11). 1911.